# Society of Independent Artists

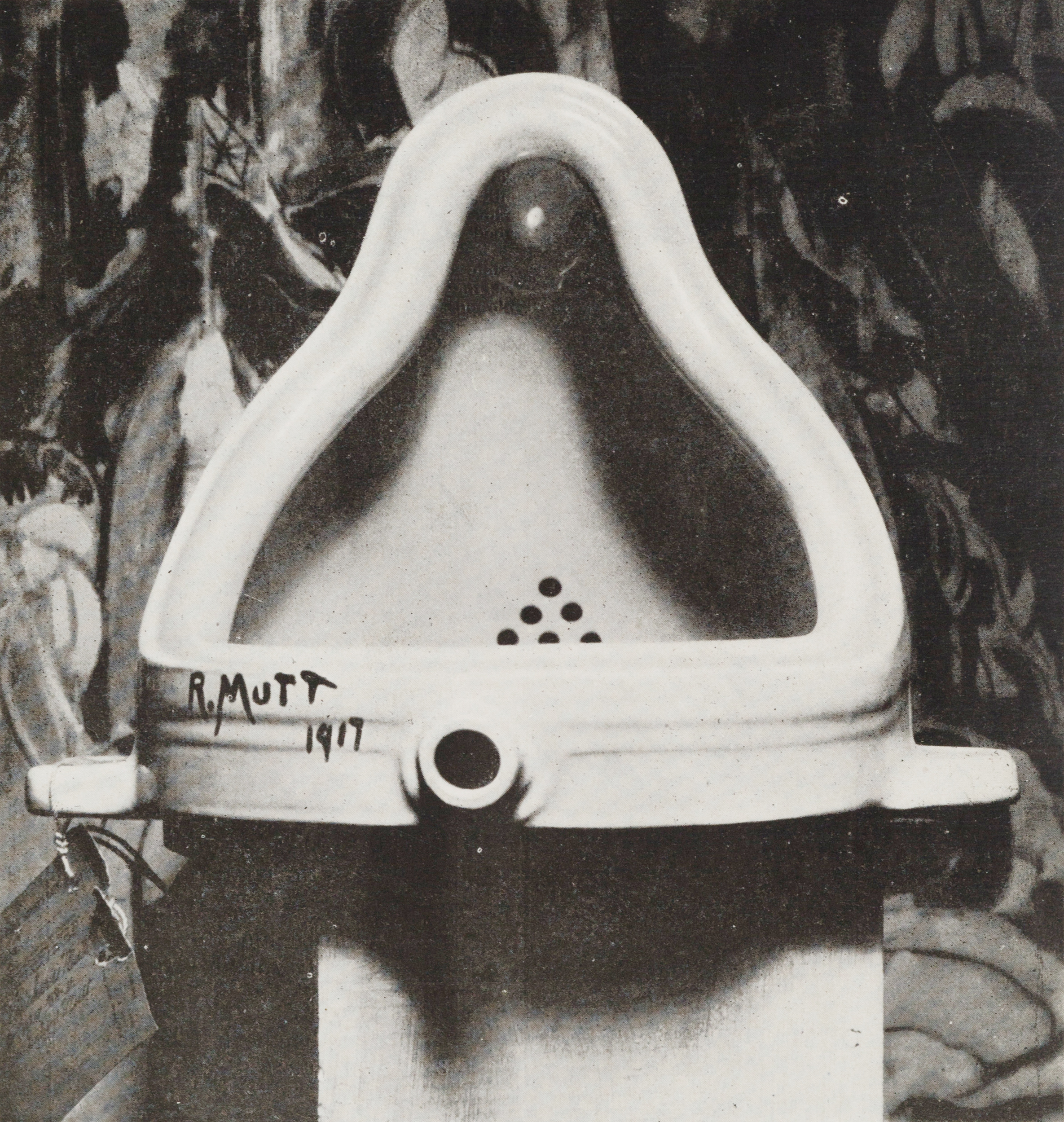
Das abgelehnte Ready-made Fountain.

Marcel Duchamp war einer der Mitbegründer der 1916 entstandenen Society of Independent Artists Inc. (S.I.A.) und als einziger Europäer einer der Direktoren und verhalf der bis 1944 jährlich ausstellenden Künstlervereinigung durch den Skandal um sein abgelehntes Ready-made Fountain vom Start weg zu großer Popularität.

## Geschichte
Der Vorsitzende war William Glackens, der auch schon bei der Organisation der Armory Show mitgewirkt hatte. Weiterhin gehörten Charles Prendergast als Vizepräsident, Walter Pach als Schatzmeister, John Covert als Schriftführer und Walter Arensberg als managing director zu dieser Gesellschaft. Künstler unter den Direktoren waren beispielsweise: George Bellows, Katherine Sophie Dreier, Rockwell Kent, John Marin, Alfred Henry Maurer, Man Ray, Morton Schamberg und Joseph Stella. Nach dem Vorbild des französischen Salon des Indépendants sollten für die geplanten Ausstellungen keine Zensur und keine Vorauswahl durch eine Jury stattfinden, so dass jeder, „der die Gebühr bezahlte“, auch hätte ausstellen können. Der Künstler zahlte eine Eintrittsgebühr von einem Dollar, um Mitglied der Gesellschaft zu werden. Für die Jahresgebühr von fünf Dollar durfte er dann maximal zwei Werke in der Jahresausstellung zeigen.
Die erste und größte Ausstellung, genannt die Big Show, mit 2125 Arbeiten von 1200 Künstlern wurde am 10. April 1917 in New York im Grand Central Palace in der 20 West 31st Street eröffnet. Sie war doppelt so groß wie die Armory Show von 1913 und bot nicht nur avantgardistische Kunst, zu der die dort ausgestellte Skulptur Constantin Brâncușis Princesse X zählte. Nie zu Gesicht bekam das Publikum Duchamps Ready-made Fountain, das er unter dem Pseudonym R. Mutt eingereicht hatte. Der Präsident des Vorstands, Glackens, gab in einer Presseerklärung bekannt, dass das eingereichte Objekt kein Kunstwerk sei. Duchamp und Arensberg traten daraufhin unter Protest vom Vorstand zurück. Spätere Ausstellungen zeigten weniger Werke und wiesen verminderte Qualität auf.
Die Society of Independent Artists ist nicht zu verwechseln mit der im Jahr 1884 in Paris gegründeten Société des Artistes Indépendants, die den o. g. Salon des Indépendants veranstaltete.